# Bourcovití
Bourcovití (Bombycidae) je čeleď motýlů, kterou popsal v roce 1802 francouzský entomolog Pierre André Latreille. Čeleď zahrnuje okolo 100 druhů nacházející se převážně v tropických oblastech jihovýchodní Asie. Nejznámější je zřejmě bourec morušový (Bombyx mori), který pochází ze severní Číny a je domestikovaný více než 1000 let. Dalším známým druhem je Bombyx mandarina, který též pochází z Asie. Existuje však i množství jiných rodů.

## Rody
- Agriochlora
- Andraca
- Anticla
- Aristhala
- Arotros
- Bivincula
- Bivinculata
- Bombyx
- Carnotena
- Chazena
- Cheneya
- Clenora
- Colabata
- Colla
- Dalailama
- Diversosexus
- Dorisia
- Drepatelodes
- Ectrocta
- Elachyophtalma
- Ernolatia
- Falcatelodes
- Gnathocinara
- Gunda
- Hanisa
- Hygrochroa
- Laganda
- Microplastis
- Minyas
- Moeschleria
- Mustilia
- Mustilizans
- Naprepa
- Norasuma
- Oberthueria
- Ocinara
- Orgyopsis
- Penicillifera
- Phiditia
- Prismoptera
- Prismosticta
- Prothysana
- Pseudandraca
- Pseudoeupterote
- Quentalia
- Rolepa
- Rondotia
- Sorocaba
- Spanochroa
- Tamphana
- Tarchon
- Tepilia
- Thelosia
- Theophila
- Thyrioclostera
- Trilocha
- Triuncina
- Vinculinula
- Zanola
- Zolessia